# 全日本綜合羽毛球錦標賽
全日本綜合羽毛球錦標賽（日语：全日本総合バドミントン選手権大会），由日本羽毛球協會主辦，首屆賽事於1947年舉行。，是日本國內最高級別的羽毛球比賽，也是選拔日本國家羽毛球隊隊員的重要賽事。

## 參賽資格
所有參賽選手必須為日本羽毛球協會當前的註冊會員。符合以下任一條件的選手，可獲得參加正賽的資格：
- 在前一年度的全日本綜合羽毛球錦標賽男單、女單、男雙、女雙或混雙打進前8名；
- 在本年度的全日本社会人羽毛球锦标赛男單、女單、男雙、女雙或混雙打進前8名；
- 在本年度的全日本学生羽毛球锦标赛男單、女單、男雙或女雙打進前4名；
- 在本年度的全日本教職員羽毛球錦標賽男單、女單、男雙或女雙打進前2名；
- 在本年度的全国高等学校综合体育大会羽毛球竞技大会男單、女單、男雙或女雙打進前2名；
- 在本年度的全日本少年羽毛球锦标赛（少年组）男單、女單、男雙或女雙打進前2名；
- 在本年度的全日本大學生羽毛球混雙錦標賽打進前4名；
- 在本年度的日本羽毛球排名赛男單、女單、男雙、女雙或混雙頭16名；
- 通過預賽的選手。

## 歷屆優勝者
以下為本賽事的歷屆優勝者：

### 21世紀
| 屆數 | 年份   | 男子單打 | 女子單打   | 男子雙打            | 女子雙打            | 混合雙打            |
| ---- | ------ | -------- | ---------- | ------------------- | ------------------- | ------------------- |
| 55   | 2001年 | 舛田圭太 | 森かおり   | 太田慎二 竹鼻拓也   | 中島曉子 吉冨桂子   | 今井紀夫 中山智香子 |
| 56   | 2002年 | 舛田圭太 | 小椋久美子 | 舛田圭太 大束忠司   | 中山智香子 吉冨桂子 | 大束忠司 山本靜香   |
| 57   | 2003年 | 佐藤翔治 | 森かおり   | 舛田圭太 大束忠司   | 山本靜香 山田青子   | 大束忠司 山本靜香   |
| 58   | 2004年 | 佐藤翔治 | 廣瀨榮理子 | 舛田圭太 大束忠司   | 小椋久美子 潮田玲子 | 大束忠司 山本靜香   |
| 59   | 2005年 | 佐藤翔治 | 米倉加奈子 | 仲尾修一 坂本修一   | 小椋久美子 潮田玲子 | 舛田圭太 前田美順   |
| 60   | 2006年 | 佐藤翔治 | 廣瀨榮理子 | 池田信太郎 坂本修一 | 小椋久美子 潮田玲子 | 舛田圭太 前田美順   |
| 61   | 2007年 | 佐佐木翔 | 今別府香里 | 川口馨士 川前直樹   | 小椋久美子 潮田玲子 | 舛田圭太 前田美順   |
| 62   | 2008年 | 田兒賢一 | 廣瀨榮理子 | 池田信太郎 坂本修一 | 小椋久美子 潮田玲子 | 舛田圭太 前田美順   |
| 63   | 2009年 | 田兒賢一 | 廣瀨榮理子 | 平田典靖 橋本博且   | 松尾靜香 内藤真実   | 平田典靖 前田美順   |
| 64   | 2010年 | 田兒賢一 | 廣瀨榮理子 | 平田典靖 橋本博且   | 末綱聰子 前田美順   | 平田典靖 前田美順   |
| 65   | 2011年 | 田兒賢一 | 奥原希望   | 平田典靖 橋本博且   | 高橋禮華 松友美佐紀 | 池田信太郎 潮田玲子 |
| 66   | 2012年 | 田兒賢一 | 今別府香里 | 早川賢一 遠藤大由   | 高橋禮華 松友美佐紀 | 嘉村健士 米元小春   |
| 67   | 2013年 | 田兒賢一 | 三谷美菜津 | 早川賢一 遠藤大由   | 高橋禮華 松友美佐紀 | 早川賢一 松友美佐紀 |
| 68   | 2014年 | 佐佐木翔 | 山口茜     | 早川賢一 遠藤大由   | 福万尚子 與猶胡桃   | 早川賢一 松友美佐紀 |
| 69   | 2015年 | 桃田賢斗 | 奥原希望   | 園田啟悟 嘉村健士   | 高橋禮華 松友美佐紀 | 數野健太 栗原文音   |
| 70   | 2016年 | 西本拳太 | 佐藤冴香   | 園田啟悟 嘉村健士   | 高橋禮華 松友美佐紀 | 嘉村健士 米元小春   |
| 71   | 2017年 | 武下利一 | 山口茜     | 遠藤大由 渡邊勇大   | 福島由纪 廣田彩花   | 渡邊勇大 東野有紗   |
| 72   | 2018年 | 桃田賢斗 | 山口茜     | 園田啟悟 嘉村健士   | 福島由纪 廣田彩花   | 渡邊勇大 東野有紗   |
| 73   | 2019年 | 桃田賢斗 | 奧原希望   | 遠藤大由 渡邊勇大   | 永原和可那 松本麻佑 | 渡邊勇大 東野有紗   |
| 74   | 2020年 | 桃田賢斗 | 奧原希望   | 遠藤大由 渡邊勇大   | 福島由纪 廣田彩花   | 渡邊勇大 東野有紗   |
| 75   | 2021年 | 田中湧士 | 奧原希望   | 高野將斗 玉手勝輝   | 保原彩夏 宮浦玲奈   | 綠川大輝 齋藤夏     |
| 76   | 2022年 | 桃田賢斗 | 山口茜     | 保木卓朗 小林優吾   | 福岛由纪 廣田彩花   | 松友美佐纪 金子祐树 |
| 77   | 2023年 | 桃田賢斗 | 杉山薫     | 古賀輝 齋藤太一     | 櫻本絢子 宮浦玲奈   | 山下恭平 篠谷菜留   |
| 78   | 2024年 | 田中湧士 | 宮崎友花   | 山下恭平 綠川大輝   | 志田千陽 松山奈未   | 柴⽥⼀树 篠谷菜留   |

### 20世紀
| 屆數 | 年份   | 男子單打   | 女子單打   | 男子雙打            | 女子雙打              | 混合雙打               |
| ---- | ------ | ---------- | ---------- | ------------------- | --------------------- | ---------------------- |
| 1    | 1947年 | 岡淳一     | 中村たき   | 廣田敏秀 藤井光男   | 中村たき 川俣千枝子   | 森勇 岡廣子            |
| 2    | 1948年 | 岡淳一     | 吉田とよ子 | 廣田敏秀 藤井光男   | 中村たき 川俣千枝子   | E・エマール 川俣千枝子 |
| 3    | 1949年 | 岡淳一     | 吉田とよ子 | 岡淳一 相馬万吉     | 吉田とよ子 田村知江子 | 山田康久 田村知江子    |
| 4    | 1950年 | 岡淳一     | 遠藤文子   | 岡淳一 岡道明       | 遠藤文子 小林歌子     | 山田康久 田村知江子    |
| 5    | 1951年 | 廣田敏秀   | 登悦子     | 廣田敏秀 岡道明     | 堀江綾子 保田久子     | 渋谷弘敏 小島信        |
| 6    | 1952年 | 廣田敏秀   | 吉田光子   | 吉岡秀雄 藤井昴一   | 遠藤文子 荒川とみ子   | 渋谷弘敏 小島信        |
| 7    | 1953年 | 望月文雄   | 荒川とみ子 | 佐藤芳朗 山崎茂     | 小林歌子 荒川とみ子   | 渋谷弘敏 小島信        |
| 8    | 1954年 | 上田益弘   | 大川良子   | 片石兼敏 加藤正則   | 大川良子 藤田光子     | 土谷茂己 小沢良美      |
| 9    | 1955年 | 片石兼敏   | 權田節子   | 片石兼敏 加藤正則   | 戶田壽子 小林桂子     | 小飼榮一 本庄純子      |
| 10   | 1956年 | 佐藤芳朗   | 横井キヌエ | 片石兼敏 永井榮一   | 大川良子 小林歌子     | 石原利道 戶田壽子      |
| 11   | 1957年 | 永井榮一   | 田島外茂子 | 永井榮一 並木伸裕   | 田島外茂子 宮川ツヤエ | 石原利道 戶田壽子      |
| 12   | 1958年 | 佐藤芳朗   | 田島外茂子 | 永井榮一 並木伸裕   | 田島玲子 高橋洋子     | 貝戶肇 諸田みや子      |
| 13   | 1959年 | 板垣隆房   | 田島外茂子 | 山田善康 中村智     | 田島外茂子 山崎紀久子 | 北島克英 有木とみ子    |
| 14   | 1960年 | 小宮好雄   | 橘美智子   | 沢田力 森晃一       | 高橋泰子 長野文子     | 毛利清志 根岸純        |
| 15   | 1961年 | 小宮好雄   | 秋山文子   | 沢田力 森晃一       | 木村政子 横山滿子     | 杉田博 杉田良子        |
| 16   | 1962年 | 宮永武司   | 高木紀子   | 沢田力 森晃一       | 高木紀子 諸田みや子   | 星野忠男 有木とみ子    |
| 17   | 1963年 | 渡部紘一   | 横井文子   | 鈴木幸春 東条義昭   | 有木とみ子 三原弘美   | 星野忠男 有木とみ子    |
| 18   | 1964年 | 宮永武司   | 高木紀子   | 宮永武司 堺榮一     | 高木紀子 天野博江     | 星野忠男 有木とみ子    |
| 19   | 1965年 | 秋山真男   | 横山滿子   | 宮永武司 堺榮一     | 高木紀子 天野博江     | 東条義昭 横井文子      |
| 20   | 1966年 | 小島一平   | 高木紀子   | 宮永武司 堺榮一     | 高木紀子 天野博江     | 小宮好雄 上野明美      |
| 21   | 1967年 | 小島一平   | 高木紀子   | 小島一平 秋山真男   | 高木紀子 天野博江     | 板垣善憲 大田節子      |
| 22   | 1968年 | 小島一平   | 高橋とも子 | 小島一平 秋山真男   | 相澤マチ子 竹中悦子   | 鈴木健二 有木とみ子    |
| 23   | 1969年 | 小島一平   | 湯木博惠   | 小島一平 秋山真男   | 相澤マチ子 竹中悦子   | 鈴木健二 有木とみ子    |
| 24   | 1970年 | 小島一平   | 竹中悦子   | 栂野尾昌一 堺榮一   | 相澤マチ子 竹中悦子   | 堺榮一 天野博江        |
| 25   | 1971年 | 栂野尾昌一 | 中山紀子   | 池田信孝 鈴木健二   | 中山紀子 湯木博惠     | 堺榮一 天野博江        |
| 26   | 1972年 | 小島一平   | 湯木博惠   | 小島一平 秋山真男   | 相澤マチ子 竹中悦子   | 堺榮一 天野博江        |
| 27   | 1973年 | 小島一平   | 湯木博惠   | 栂野尾昌一 池田信孝 | 相澤マチ子 竹中悦子   | 栂野尾昌一 竹中悦子    |
| 28   | 1974年 | 錢谷欽治   | 湯木博惠   | 栂野尾昌一 池田信孝 | 湯木博惠 池田美加     | 栂野尾昌一 竹中悦子    |
| 29   | 1975年 | 小島一平   | 湯木博惠   | 土田証雄 飯野佳孝   | 竹中悦子 植野惠美子   | 今井茂滿 池田美加      |
| 30   | 1976年 | 錢谷欽治   | 湯木博惠   | 栂野尾昌一 池田信孝 | 竹中悦子 植野惠美子   | 栂野尾昌一 竹中悦子    |
| 31   | 1977年 | 錢谷欽治   | 近藤沙織   | 土田証雄 飯野佳孝   | 德田敦子 高田幹子     | 日下昇 牛田真由美      |
| 32   | 1978年 | 錢谷欽治   | 德田敦子   | 土田証雄 飯野佳孝   | 德田敦子 高田幹子     | 中井基夫 千葉陽子      |
| 33   | 1979年 | 錢谷欽治   | 米倉よし子 | 池田信孝 尾崎幹雄   | 德田敦子 米倉よし子   | 栂野尾昌一 栂野尾悦子  |
| 34   | 1980年 | 長谷川博幸 | 北田スミ子 | 土田証雄 飯野佳孝   | 德田敦子 米倉よし子   | 中井基夫 端洋護        |
| 35   | 1981年 | 錢谷欽治   | 北田スミ子 | 錢谷欽治 西山博司   | 德田敦子 米倉よし子   | 栂野尾昌一 栂野尾悦子  |
| 36   | 1982年 | 長谷川博幸 | 北田スミ子 | 長谷川博幸 宮本幸弘 | 德田敦子 米倉よし子   | 辻敏弘 德永順子        |
| 37   | 1983年 | 長谷川博幸 | 東海林文子 | 松浦進二 松野修二   | 德田敦子 米倉よし子   | 鈴木裕 關根和子        |
| 38   | 1984年 | 錢谷欽治   | 北田スミ子 | 宮森庄吉 井上哲章   | 德田敦子 米倉よし子   | 工士恭司 陣內貴美子    |
| 39   | 1985年 | 西山博司   | 北田スミ子 | 松浦進二 松野修二   | 高峯和子 星和枝       | 冨田章夫 冨田美千代    |
| 40   | 1986年 | 松浦進二   | 北田スミ子 | 松浦進二 松野修二   | 德田敦子 米倉よし子   | 谷田尚嗣 高峯和子      |
| 41   | 1987年 | 西山博司   | 北田スミ子 | 松浦進二 松野修二   | 德田敦子 米倉よし子   | 長谷川博幸 森山弘美    |
| 42   | 1988年 | 松浦進二   | 北田スミ子 | 松浦進二 松野修二   | 陣內貴美子 森久子     | 谷田尚嗣 廣田時子      |
| 43   | 1989年 | 松野修二   | 宮村愛子   | 松浦進二 松野修二   | 陣內貴美子 森久子     | 谷田尚嗣 廣田時子      |
| 44   | 1990年 | 松浦進二   | 水井妃佐子 | 松浦進二 松野修二   | 陣內貴美子 森久子     | 早戶敬雄 田代美智世    |
| 45   | 1991年 | 松野修二   | 松尾知美   | 松浦進二 松野修二   | 松尾知美 捧匡子       | 辻田泰昌 松田治子      |
| 46   | 1992年 | 霜上和宏   | 宮村愛子   | 松浦進二 松野修二   | 小池由扶子 廣田時子   | 古賀勝志 藤本暢子      |
| 47   | 1993年 | 町田文彦   | 水井妃佐子 | 柳谷辰哉 江藤裕樹   | 小池由扶子 廣田時子   | 今井彰弘 甲斐美和      |
| 48   | 1994年 | 町田文彦   | 水井妃佐子 | 柳谷辰哉 江藤裕樹   | 阪本雅子 松尾知美     | 今井彰弘 甲斐美和      |
| 49   | 1995年 | 町田文彦   | 水井妃佐子 | 町田文彦 渡辺清一   | 阪本雅子 松尾知美     | 氣谷篤人 佐佐木忍      |
| 50   | 1996年 | 須賀隆弘   | 井田貴子   | 片山卓哉 久保田雄三 | 岩田良子 松田治子     | 今井紀夫 松田治子      |
| 51   | 1997年 | 太田慎二   | 井田貴子   | 太田慎二 竹鼻拓也   | 増茂孝枝 中山智香子   | 宮康二 田兒よし子      |
| 52   | 1998年 | 舛田圭太   | 田中美保   | 舛田圭太 大束忠司   | 松田治子 岩田良子     | 清水文武 田村富士美    |
| 53   | 1999年 | 舛田圭太   | 水井泰子   | 舛田圭太 大束忠司   | 増茂孝枝 中山智香子   | 薄智彦 川口桐香        |
| 54   | 2000年 | 舛田圭太   | 米倉加奈子 | 片山卓哉 久保田雄三 | 山本靜香 山田青子     | 今井紀夫 中山智香子    |